# الهنود في الكويت
الهنود في الكويت هم الجالية الهندية المغتربين في دولة الكويت، بلغ عددهم أكثر من من 400 ألف شخص يعملون في مختلف المهن والحرف والوظائف، والعلاقة بين الجالية الهندية وبين الكويت علاقة وطيدة، وذلك نتيجة لقِدم وجود أبناء هذه الجالية في الكويت الذي سبق وجود النفط، حيث تعتبر من أقدم الجاليات التي وفدت إلى الكويت.

## التاريخ
كان الوجود الهندي في الكويت حدثاً قديماً سبق ظهور النفط في أربعينيات القرن الماضي، ولكن ليس بكثافة الوضع الحالي، حيث تشير بعض الإحصائيات الرسمية إلى ان تعداد الهنود في الكويت تجاوز الأربعمئة ألف هندي، وقد عرف الكويتيون الهند منذ بداية اشتغال الكويتيين بالتجارة عبر البحار، وكانت الهند إلى اليوم مركزاً تجارياً مهماً لتصدير واستيراد مختلف البضائع، وقد استقر بعض تجار الكويت في الهند بصورة دائمة وأسسوا مكاتب تجارية لإدارة مصالحهم من وإلى الكويت، كما تزوج الكثير من البحارة الكويتيين من هنديات نظرا لمكوثهم الطويل في الهند، وانجبوا منهم البنات والبنين.
تدفق الآلاف من الهنود إلى الكويت بعد حدوث الطفرة الاقتصادية النفطية فيها خاصةً في خمسينيات القرن العشرين بسبب الفورة الاقتصادية التي اجتاحتها في جميع المجالات،
ويقطن أغلب الهنود في مناطق سكن العزاب مثل خيطان وجليب الشيوخ ومناطق محيطة بالعاصمة مثل شرق وبنيد القار في غرف مشتركة يتقاسم قاطنوها أجرة الإقامة بها، وأما بالنسبة للعمالة المنزلية فهي تقيم بصورة دائمة في منازل أرباب العمل.

## الديانات
تمثل الديانة الهندوسية النصيب الأكبر من ديانات الجالية الهندية في الكويت، إضافةً إلى اعتناق الكثير منهم ديانة الإسلام والمسيحية والسيخية والبوذية.

## التعليم
تملك الكويت أكثر من 10 مدارس هندية، ومنها :
- مدرسة الجابرية الهندية
- المدرسة الهندية المركزية (الكويت)
- مدرسة الجالية الهندية (الكويت)
- المدرسة الهندية الدولية (الكويت)
- مدرسة الكرمل (الكويت)
- الأكاديمية الهندية الإنجليزية (الكويت)
- مدرسة الفحيحيل الهندية الخاصة
- المدرسة الهندية المتحدة
- مدرسة الخليج الهندية